# San Justo (1779)
El San Justo fue un navío de línea español de dos puentes y 74 cañones que, durante su dilatada existencia de casi medio siglo, participó en diferentes acontecimientos históricos, el más importante de los cuales fue la batalla de Trafalgar. Perteneció a la clase San Joaquín.

## Construcción
Fue ordenada su construcción en 1777, llevándose al efecto en los astilleros de Cartagena, bajo diseño del ingeniero francés afincado en España Francisco Gautier, rebiendo su nombre por Real Orden del 1 de octubre de 1779 En aquella época España contaba con los astilleros de Guarnizo (Cantabria), Ferrol, Cádiz y Cartagena en la península, más los americanos de La Habana y Veracruz. El antiguo sistema constructivo inglés, traído a España a mediados del siglo XVIII por Jorge Juan gracias a un novelesco y exitoso plan de espionaje industrial, había dado paso, en el reinado de Carlos III de España, al más moderno sistema francés importado por el citado Gautier. Este ingeniero, venido a España a mediados de la década de los sesenta de ese siglo, botó en 1767 en Guarnizo su primer barco, el San Francisco de Asís, al que seguirían otros muchos, tanto en Guarnizo como en Ferrol y Cartagena, hasta su fallecimiento en 1784.
El San Justo, considerado por los estudiosos como perteneciente a la segunda serie francesa, tenía una eslora de 190,6 pies de Burgos (53 m), una manga de 52,6 pies (15 m) y un puntal de 25,4 pies (7 m), y desplazaba 1672 t de arqueo, equivalentes a unos 1450 m³. Su dotación estaba formada por 694 hombres y estaba armado con 74 cañones repartidos entre sus dos puentes, lo que le convertía en un navío de tamaño medio similar a otros muchos de su época, denominados técnicamente de tercera clase.

## Historial
El estallido de la guerra contra Inglaterra, el 22 de junio de 1779, en el marco de la Guerra de Independencia de los Estados Unidos, el mismo año de su botadura, provocó que se le armara precipitadamente, alistando su armamento el 16 de noviembre y asignándolo a la Armada española el día 24 del mismo mes. Bajo el mando del capitán de navío Francisco Urreiztieta, quedó encuadrado en la escuadra del teniente general Juan de Lángara, responsable del bloqueo de Gibraltar. Su bautismo de fuego tuvo lugar en el combate del cabo de Santa María, ocurrido durante la tarde y la noche -por eso se le llamó también la batalla de la luz de la luna- del 16 de enero de 1780 en las aguas del estrecho de Gibraltar, donde la escuadra española, formada por once buques y dos fragatas, tuvo que hacer frente al ataque de una flota inglesa de 22 navíos al mando del almirante George Brydges Rodney. La manifiesta inferioridad española se saldó en una severa derrota, de la cual tan sólo pudieron salvarse seis navíos, entre ellos el San Justo, perdiéndose los cinco restantes, uno por naufragio y el resto apresado por sus enemigos. La victoria inglesa supondría la ruptura del bloqueo y el consiguiente fracaso del intento de reconquistar el peñón.
Dos años más tarde, el 20 de octubre de 1782, el San Justo, esta vez bajo el mando del capitán de navío Basco Morales y Souza y formando parte de la potente escuadra de Luis de Córdova y Córdova, que contaba con un total de 46 navíos, 32 españoles y 14 franceses, participó en el combate del cabo Espartel en las cercanías de Tánger, llevando a bordo, con el grado de teniente de fragata, a Alejandro Malaspina, que años más tarde sería un reputado marino y científico. Esta batalla, en la que intervinieron más buques que en cualquier otra de su época, incluyendo la de Trafalgar, quedó finalmente en tablas y con un reducido número de bajas hispano-francesas (60 muertos y 320 heridos), correspondiendo al San Justo un muerto y tres heridos. A partir de entonces, y hasta el final de la guerra en enero de 1783, el San Justo continuó integrado en la escuadra de Luis de Córdova sin intervenir en ningún lance de interés.
En 1790, a raíz del crisis de Nutca -una disputa que a punto estuvo de provocar una guerra entre España e Inglaterra, a causa del asentamiento de un destacamento militar español en este territorio, situado en la actual costa canadiense del Pacífico-, el San Justo pasó a formar parte de la escuadra del Marqués del Socorro, bajo el mando del capitán de navío Francisco Ordóñez. En 1793, mandado por José Adorno, tomó parte con la escuadra de Juan de Lángara en el desembarco de Tolón, esta vez combatiendo contra la recién proclamada República Francesa. En 1794 tuvo como comandante al capitán de navío Juan de Dios Ponce de León, pasando a estar, ya en 1795, bajo el mando del capitán de navío José Manuel de Villena, marqués del Real Tesoro.

## Trafalgar
No intervino el San Justo en el grave descalabro de la batalla del cabo de San Vicente, en febrero de 1797, y tampoco lo hizo en julio de 1805 en la batalla del Cabo Finisterre. Sí tomó parte el 21 de octubre de 1805 en la batalla de Trafalgar, comandado en esta ocasión por el capitán de navío Miguel Gastón. El San Justo quedó colocado hacia la mitad de la larga línea de combate descrita por la escuadra combinada hispano-francesa en su intento de romper el bloqueo al que la flota británica tenía sometido al puerto de Cádiz, donde estaba fondeada, y tras la orden de virar en redondo dada por el almirante Villeneuve, que provocó la ruptura de la línea, fue uno de los buques que quedaron rezagados sin posibilidad de auxiliar a sus compañeros atacados por los ingleses.
Su comandante, el capitán Miguel Gastón, intentó retroceder para auxiliar al Santa Ana, situado detrás de él, pero al no poder realizar la maniobra -los barcos de su serie tenían fama de ser poco marineros-, optó por marchar hacia el grupo mandado por Gravina, la primitiva vanguardia de la línea convertida, tras la virada en redondo, en la nueva retaguardia.
Esta sección de la escuadra combinada fue atacada por la columna de Collingwood, el lugarteniente de Nelson, y el San Justo cruzó andanadas con uno de los buques de la misma, de nombre Belleisle, aunque sin llegar a trabar combate. Acto seguido acudiría a auxiliar al Príncipe de Asturias, el barco de Gravina, que estaba acosado por varios enemigos ingleses, siendo tomado finalmente a remolque por el Themis. Según otras fuentes, también combatió con el HMS Royal Sovereign, el buque mandado por Cuthbert Collingwood.
Cuando resultó evidente que la batalla estaba perdida y Federico Gravina dio la orden de retirada, el San Justo fue uno de los once buques, de un total de treinta y tres, que pudieron refugiarse en el puerto de Cádiz tras una noche de penalidades por el temporal que le produjo la rotura de uno de los palos, mientras los restantes naufragaban o eran capturados por los ingleses. Sus bajas en combate fueron un total de diecisiete, cinco muertos y doce heridos -ningún muerto y siete heridos según otras fuentes-, cifra muy inferior a la de otras naves españolas donde la carnicería fue espantosa.
El San Justo también tomó parte en la accidentada operación de rescate, mediante la cual parte de los buques refugiados en Cádiz volvieron a hacerse a la mar intentando rescatar a alguno de los navíos capturados por los ingleses. Tras padecer las consecuencias del violento temporal que azotó la zona y echó a pique varios buques, volvió al puerto gaditano desarbolado de los palos mayor y de mesana.
De todos los barcos españoles supervivientes de Trafalgar, el San Justo fue con diferencia el más longevo, puesto que se hundió en el puerto de Cartagena, en fecha tan tardía como 1828, víctima de la falta de carena a los 49 años de servicio, cifra muy superior a la vida media de estos buques -estimada en unos 20 años- y muy superior también a la de otros contemporáneos suyos construidos por Francisco Gautier, como los que se perdieron en Trafalgar o los que causaron baja en la Armada a principios del siglo XIX.

## Últimos años
En el dilatado período de tiempo que transcurre entre Trafalgar y la fecha de su desaparición 23 años más tarde, el San Justo aún rindió servicios dignos de ser reseñados. Apenas iniciada la Guerra de la Independencia, en junio de 1808, tomó parte en la captura de la escuadra francesa del almirante Rosily refugiada en Cádiz, y entre 1808 y 1809, de nuevo bajo el mando de José Manuel de Villena, viajó a La Habana y a Veracruz para traer a España 9 millones de pesos y al depuesto virrey Félix de Iturrigaray en calidad de prisionero, el cual fue procesado en España por no haber sofocado una insurrección de los independentistas mexicanos, aunque finalmente sería absuelto de todos los cargos. Un año más tarde, en 1810, intervino activamente en la defensa de Cádiz, asediada por las tropas francesas apostadas en las baterías del Trocadero.
Este mismo año fue trasladado a Mahón ante el avance francés, para evitar ser capturado. En 1816 fue de los pocos navíos que se salvaron de una profunda remodelación que mandó al desguace a un buen número de ellos, siendo reparado en Cádiz en 1819. Un año después, en 1820, estando fondeado en el puerto gaditano se vio involucrado en un incidente durante el alzamiento liberal que, dirigido por Rafael de Riego, implantó un nuevo gobierno liberal-progresista en España, más conocido como Trienio Liberal. Este motín tuvo su origen en la negativa de las tropas a embarcar hacia América con objeto de sofocar los alzamientos independentistas de las colonias españolas, de lo que se supone que el San Justo iba a ser uno de los buques en los que estaba previsto realizar el frustrado transporte de tropas. Tras este suceso pasó al  Arsenal de Cartagena, donde fue desarmado y apartado de la Armada, no teniendo más noticias de él hasta su desguace en 1828 en Cartagena por falta de carena.